# Саблуков, Иван Семёнович
Иван Семёнович Саблуков (в ряде документов фамилия Саблучок, 1735 — 12 декабря 1777, Харьков) — русский живописец и педагог украинского происхождения, академик живописи Императорской Академии художеств (c 1763).

## Биография
Точных сведений о месте рождения Саблукова не сохранилось. Предположительно, Иван происходил из казацкой семьи на Левобережье Днепра. В детстве, обладая замечательным голосом, был привезен в Петербург и определëн в группу придворных певчих-подростков, пел в Придворной капелле. Позже с возмужанием и сопутствующей ломкой голоса, в 1753 году передан на обучение художественному делу к известному живописцу графа П. Б. Шереметева — И. П. Аргунову.
По именному повелению императрицы Елизаветы Петровны, видевшей представленные ей работы молодого художника, был определен 3 января 1759 г. во вновь открытую Императорскую академию художеств, где продолжил обучение живописи под руководством Д. Г. Левицкого.
В 1762 году из подмастерьев становится адъюнктом Академии, а уже в 1765 году удостаивается звания академика портретной живописи, действительного члена академии художеств.
В 1767 году переехал в Харьков, где возглавил художественные, а затем высшие классы рисования при Харьковском коллегиуме и преподавал там до 1773 года.
Среди его учеников были Л. Калиновский, Семён Маяцкий, Василий Неминущий.
Полотен, принадлежащих кисти И. С. Саблукова и дошедших до нашего времени, всего несколько. Из его произведений сохранился портрет Юрьева, который находится в Третьяковской галерее в Москве и «Портрет графини Любови Никитичны Кушелевой» в Нижегородском государственном художественном музее.
- Примеры работ И. С. Саблукова
- Портрет Екатерины II (1770-е)
- Портрет графини Любови Никитичны Кушелевой (1770-е)
- Портрет Кожина Ивана Васильевича (последняя четверть XVIII в.)